# Colors (chanson)
Pour les articles homonymes, voir Colors.
Singles de Hikaru Utada
Sakura Drops / Letters
(2002) Dareka no Negai ga Kanau Koro
(2004)
Colors (écrit en capitales : COLORS) est le douzième single d'Hikaru Utada (sous ce nom), commercialisé en 2003. Une vidéo homonyme sort aussi peu après.

## Single CD
Le single sort le 29 janvier 2003 au Japon sur le label EMI Music Japan, neuf mois après le précédent single de la chanteuse intitulé Sakura Drops / Letters . Il atteint la 1re place du classement des ventes de l'Oricon et reste classé pendant 45 semaines, se vendant à plus de 880 000 exemplaires, ce qui en fait le troisième single le plus vendu en 2003 au Japon.
La chanson en "face B", Simple and Clean, est la version en anglais de Hikari, titre sorti en single par Utada un an auparavant ; cette version sert de thème musical pour les adaptations internationales de plusieurs jeux vidéo de la série Kingdom Hearts. Le single contient aussi une version remixée de cette chanson, et la version instrumentale de la chanson-titre.
Cette dernière figurera d'abord sur la compilation Utada Hikaru Single Collection Vol.1 qui sort un an plus tard, puis finalement sur l'album Ultra Blue qui sortira trois ans et demi après le single, en 2006. Une version remixée inédite, Colors (Godson Mix), sert de thème musical à une publicité pour Toyota diffusée dans plusieurs pays d'Asie.
La chanteuse ne sortira pas d'autre single avant quinze mois.
Toutes les chansons sont écrites et composées par Hikaru Utada.
| Pistes du CD | Pistes du CD                          | Pistes du CD             | Pistes du CD | Pistes du CD | Pistes du CD | Pistes du CD | Pistes du CD | Pistes du CD | Pistes du CD |
| No           | Titre                                 | Arrangements             | Durée        |              |              |              |              |              |              |
| ------------ | ------------------------------------- | ------------------------ | ------------ | ------------ | ------------ | ------------ | ------------ | ------------ | ------------ |
| 1.           | Colors (COLORS)                       | Kei Kawano, Hikaru Utada | 3:59         |              |              |              |              |              |              |
| 2.           | Simple and Clean                      | Kei Kawano, Hikaru Utada | 5:03         |              |              |              |              |              |              |
| 3.           | Simple and Clean -Planitb Remix-      | Russell McNamara         | 5:46         |              |              |              |              |              |              |
| 4.           | Colors -Original Karaoke- (COLORS...) | Kei Kawano, Hikaru Utada | 4:02         |              |              |              |              |              |              |
| 18:52        |                                       |                          |              |              |              |              |              |              |              |

## Vidéo
Colors est une vidéo musicale d'Hikaru Utada, sortie au format DVD le 12 mars 2003 au Japon, un mois et demi après le single CD homonyme. Il atteint la 1re place du classement des ventes de DVD de l'Oricon et reste classé pendant 6 semaines. C'est un "DVD single" contenant le clip vidéo de la chanson-titre du single et son making of. Le clip est réalisé par un Australien, Donald Cameron.
Pistes du DVD
1. Making of "Colors"
2. Colors
3. Kanzô-sensei Report (肝臓先生REPORT?) (Bonus Track)